# Mariä Unbefleckte Empfängnis (Türkheim)

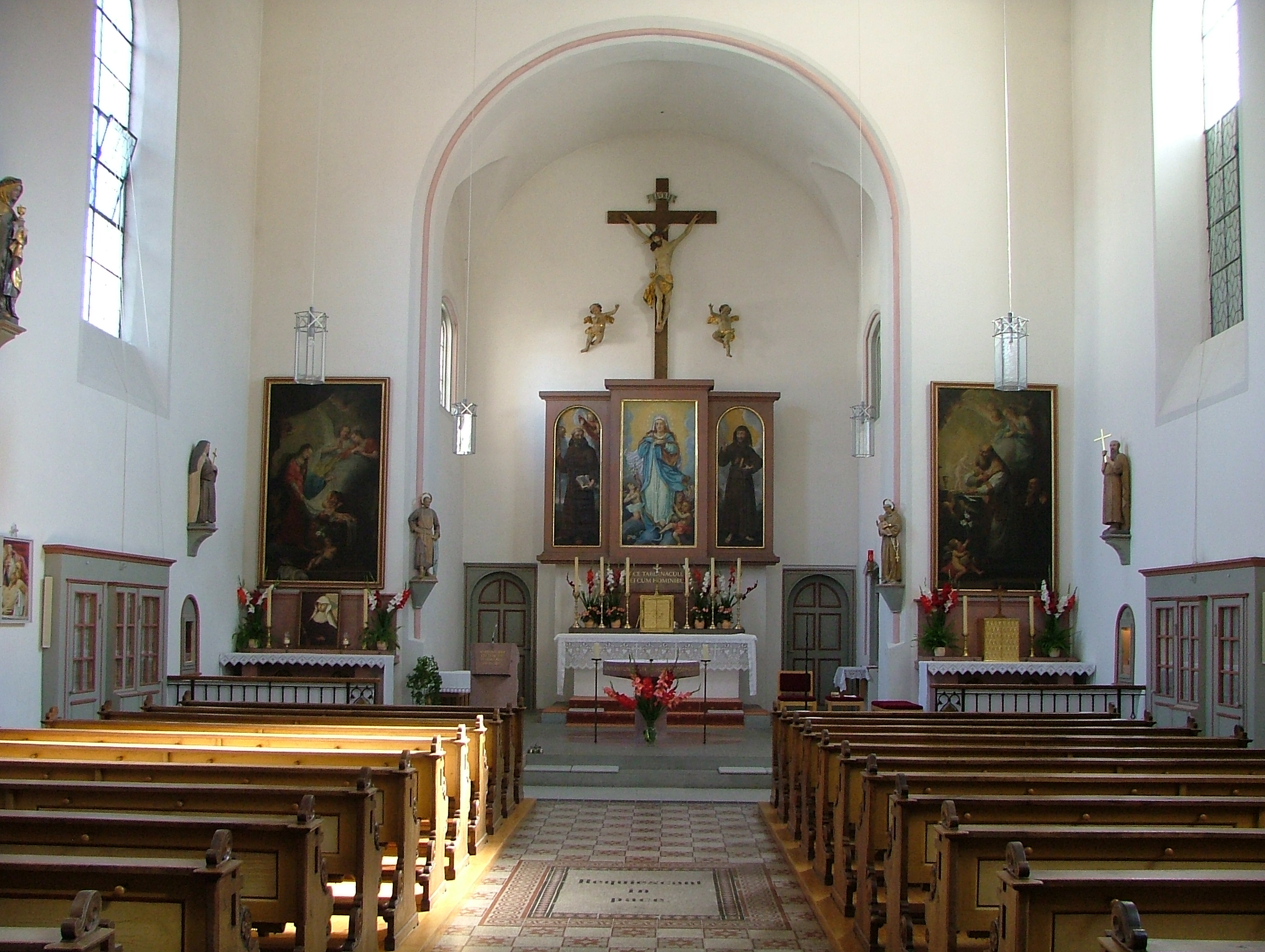
Mariä Unbefleckte Empfängnis in Türkheim

Die römisch-katholische Kirche Mariä Unbefleckte Empfängnis ist ein ab 1685 errichtetes Kirchengebäude in Türkheim, im Landkreis Unterallgäu, Bayern. Die Kirche steht zusammen mit der angebauten, vorher errichteten, Loretokapelle unter Denkmalschutz. Die Kirche trägt das Patrozinium der Unbefleckten Empfängnis, welches am 8. Dezember gefeiert wird.
Seit dem Jahr 2007 wird das Gotteshaus neben der Pfarreiengemeinschaft Türkheim auch von der Priesterbruderschaft St. Petrus für die hl. Messe genutzt, welche diese im traditionellen tridentinischen Ritus nach dem Messbuch von 1962 zelebriert. 

## Geschichte
Die Kirche gehört zu einem Baukomplex bestehend aus Kirche, Kloster und Loretokapelle. Die Grundsteinlegung für die Kirche erfolgte am 21. November 1685. Das Gebäude der Loretokapelle ist ca. zwei Jahre älter. Mit der Errichtung der Kapelle und des dortigen Gnadenbildes entwickelte sich eine Wallfahrt, die zum Bau eines Kapuzinerklosters und zur Kirche führte. Der Kirchenbau wurde 1687 vollendet. Bereits 1694 wurden umfangreichere Reparaturen durch Matthias Stiller durchgeführt. Weihbischof Eustachius Egolf von Westernach weihte die Kirche am 5. August 1697 ein. Das Kloster wurde am 15. Oktober 1802 im Zuge der Säkularisation aufgehoben, jedoch als Aussterbekloster weiterbetrieben. König Ludwig I. verfügte am 10. Januar 1830 per Erlass die Wiedererrichtung des Klosters, worauf die Renovierung von Kloster, Kirche und Loretokapelle erfolgten. Im Jahr 1866 machte der baufällige Zustand der Kirche größere Reparaturen notwendig. So wurde der Dachstuhl erneuert, die Lattendecke neu eingezogen, die mittlerweile herausgedrückte Nordwand ausgewechselt, sowie die Süd- und Ostwand teilweise erneuert. Ein neuer Hochaltar mit einem Gemälde von Ferdinand Wagner aus Schwabmünchen wurde 1848 aufgestellt. Neue Altäre, eine neue Kanzel, Beichtstühle und eine neue Kommunionbank von Ludwig Settele aus Türkheim wurden 1867 geschaffen. Die Kirche erhielt 1887 eine romanisierende Ausmalung durch den Kunstmaler Frater Angelus Schnitzler, der auch neue Altarbilder schuf. 1914 wurde die Kirche erneut renoviert und 1948 der Innenraum, sowie die Inneneinrichtung modernisiert.

## Baubeschreibung
Das Langhaus besteht aus einem Saal mit drei Fensterachsen und Spiegeldecke. Die Voute des Langhauses wird von Rundstäben gesäumt. An dessen Seitenwänden sind zwei große Rundbogenfenster in weitem Abstand eingesetzt. Das Fenster in der Mitte der Nordwand ist vermauert, gegenüberliegend davon befindet sich die Kanzel. Ebenfalls an der Nordwand unter dem westlichen Fenster führt eine Tür zur angebauten Loretokapelle. Modernen Ursprungs ist die Empore an der Westwand, diese ruht auf zwei Säulen aus Holz. Der mittlere Teil der Brüstung ist über Konsolen vorkragend. Unterhalb der Empore führt eine zweiflügelige Stichbogentür, mit barocken Beschlägen, in das Kircheninnere. Oberhalb der Empore befinden sich zwei Rundbogenfenster. An das Langhaus schließt sich, durch einen wenig einspringenden Chorbogen mit Rundstab an der Westseite und Halbkreisschluss, der eingezogene querrechteckige Chor an. Der innen im 19. Jahrhundert verkürzte Chor besitzt eine Stichkappentonne. Zu beiden Seiten des Hochaltares befinden sich Rundbogentüren. Die Seitenwände sind im unteren Abschnitt durch breite Gruppen von je einer Türe und anschließendem Fenster gegliedert. Die Fenster besitzen ein neugotisches, profiliertes Stichbogengewände. Im oberen Bereich der Seitenwände befindet sich je eine Gruppe von zusammengefassten Rundbogenfenster mit profiliertem Gewände. Ein Mönchschor bzw. eine Bibliothek wurde hinter dem Hochaltar eingebaut.
Vermutlich im 19. Jahrhundert wurde die niedrige, gangartige Vorhalle an der Westseite der Kirche angebaut. Diese Vorhalle bildet zugleich den Zugang zum Kloster. Die Außenseite der zur Vorhalle zugewendeten Kirchentüre ist rundbogig und von toskanischen Pilastern umschlossen. Gegenüberliegend sind zwei kleine Stichbogenfenster in der Westwand eingesetzt. Zwischen den beiden Fenstern befinden sich drei Gedenktafeln. Eine rundbogige Kerkernische ist in der Südwand der Vorhalle vorhanden, rechts daneben befindet sich die Klosterpforte. Eine breite Türe, deren Türflügel im Jugendstil geschaffen wurden, führt in der Nordwand zu einer offenen Vorhalle im östlichen Nebenflügel des Ludwigstores.
Die Außenfassade der Kirche ist einfach gehalten. Um den rechteckigen Chor führt ein barockes, gekehltes Gesims. Drei rechteckige Fenster sind in der Ostwand des Chores eingebaut. Ein quadratischer Dachreiter ist auf dem Dachfirst des Chores aufgesetzt. Dieser ist mit Blech verkleidet und besitzt Rundbogenöffnungen und ein Karniesgesims, sowie ein Zeltdach. Auf dem Zeltdach ist eine Wetterfahne in der Form eines Mönches aufgesetzt. Das gekehlte Traufgesims um das Langhaus stammt aus dem 19. Jahrhundert. Im Westgiebel ist ein Kreisfenster, sowie ein gekehltes Ortganggesims vorhanden.

## Ausstattung

### Altäre
In der Kirche befinden sich drei moderne Altäre. Der Hochaltar enthält ein gemaltes Triptychon, in dessen Mitte eine Immaculata von 1948, geschaffen durch den Türkheimer Otto Epple, und beiderseits die heiligen Bonaventura und Franziskus zu sehen sind. Die beiden seitlichen Bilder stammen aus dem 17. Jahrhundert und wurden 1948 restauriert. Das große gefasste Holzkruzifix an der Wand über dem Altar wird Lorenz Luidl aus Landsberg zugeschrieben und stammt aus der Zeit um 1700. Die beiden Putten, die das Holzkruzifix flankieren, stammen aus der gleichen Zeit. Über den beiden Seitenaltären befinden sich hochrechteckige Gemälde. Gemäß Otto Epple stammen diese aus der abgebrochenen Kapuzinerkirche aus München. Das nördliche Gemälde ist mit Christian(us) Wink pinxit 1778 bezeichnet und stellt den heiligen Felix von Cantalicio dar. Der heilige Laurentius von Brindisi, dem das Jesuskind erscheint, ist auf dem Gemälde des südlichen Seitenaltares zu sehen. Es ist mit Christian Wink / pictor aulicus Monachii / 1784 bezeichnet.

### Deckengemälde
Ludwig Angerer aus München schuf 1948 das Deckengemälde im Langhaus. Dieses ist mit Ldg. Angerer 1948 bezeichnet und stellt Mariä Himmelfahrt dar. Ein weiteres Deckengemälde befindet sich über der Orgel. In einem kleinen Kreisfeld ist der heilige Franziskus von Assisi zu sehen, wie dieser den Vögeln predigt.

### Kanzel
Die neuromanische Kanzel wurde modern vereinfacht. Der polygonale Kanzelkorb enthält neugotische Figuren von Jesus Christus und den vier Evangelisten.

### Holzfiguren
Mehrere gefasste Holzfiguren sind in der Kirche aufgestellt. So ein Kruzifix aus der zweiten Hälfte des 18. Jahrhunderts und eine neugotische Mater Dolorosa von 1867, geschaffen von Otto Sieber aus Türkheim, beide an der Nordwand des Langhauses. Weitere neugotische Figuren der heiligen Ludwig von Toulouse, Elisabeth, sowie Clara und Veronika befinden sich an den Längswänden. Der Kerkerheiland in der Vorhalle stammt aus der Mitte des 18. Jahrhunderts.

### Gemälde
An der Emporenbrüstung ist ein Zyklus von sechs Szenen aus dem Leben Jesu angebracht. Dieser befand sich ursprünglich in der Pfarrkirche in Türkheim und wurde in der ersten Hälfte des 18. Jahrhunderts geschaffen. Die auf Holz gefertigten Gemälde zeigen von links nach rechts die Auferstehung, die Erscheinung des Auferstandenen vor Maria Magdalena, Christus mit zwei Jüngern auf dem Weg nach Emmaus, Christus wie er dem Apostel Thomas erscheint, Petrus wie er auf dem Wasser wandelt und die Himmelfahrt Christi. Ein weiteres Gemälde in der Vorhalle zeigt die Darstellung im Tempel.

### Sonstige Ausstattung
Die Orgel wie auch das Gestühl sind neuromanisch. Die sechs Beichtstühle sind in die Wände eingelassen und wie das übrige Gestühl neuromanisch, jedoch modern umgestaltet. Auf drei Gedenktafeln aus Solnhofener Plattenkalk sind die Namen der Patres und Brüder niedergeschrieben die seit dem Jahr 1806 verstorben sind.